# Bâtiment tripartite à piliers

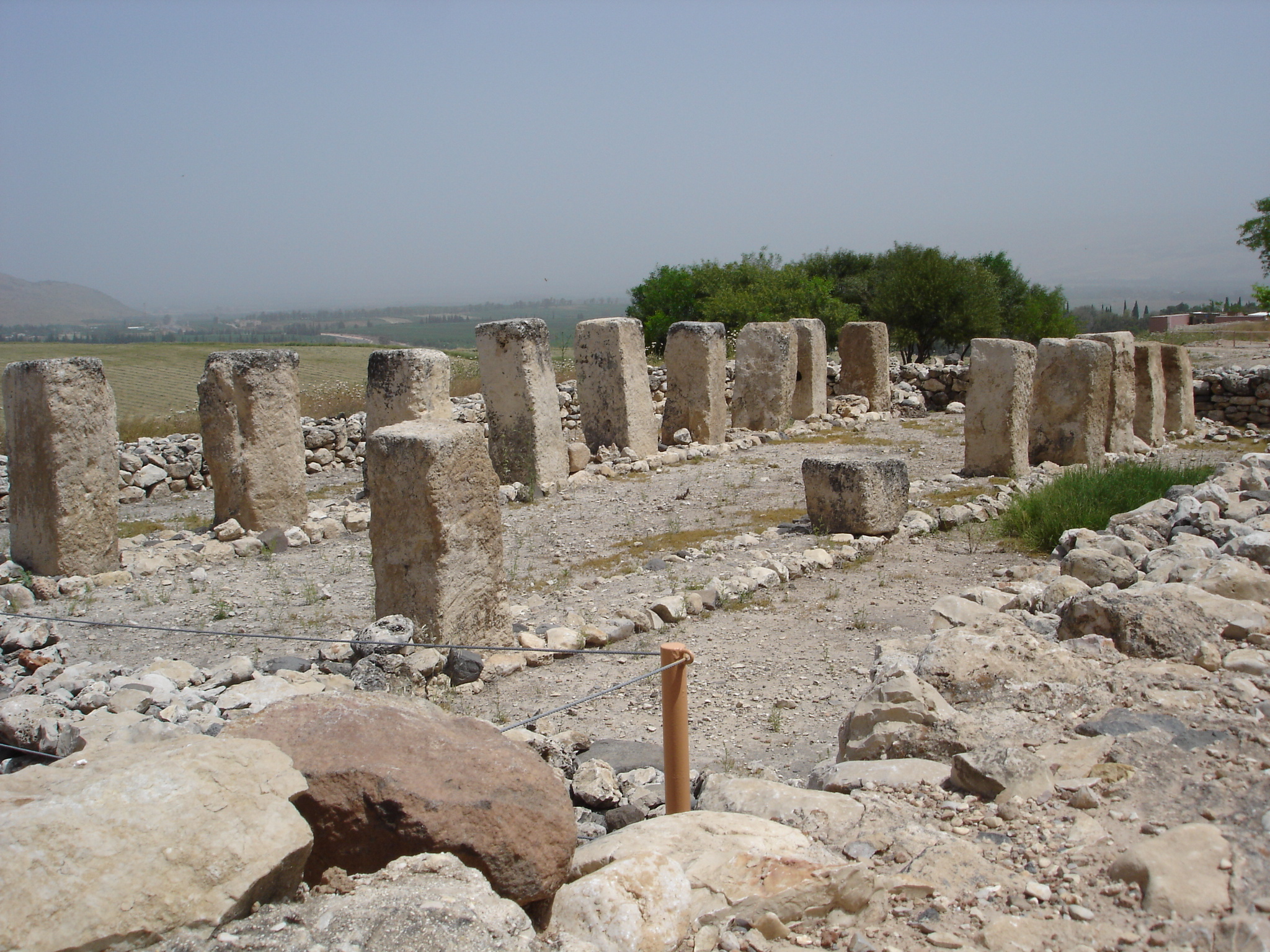
Maison à piliers à Hatzor

Les bâtiments tripartites à piliers ((en) tripartite pillared buildings), sont des structures rectangulaires (en général d'un rapport d'un sur trois), divisés dans le sens de la longueur par deux rangées de piliers, qui apparaissent en Israël au XIe siècle av. J.-C. Les ailes des bâtiments sont pavées et le hall central était de terre battue ou recouvert de graviers. Plusieurs interprétations ont été proposées, dont des étables ou des entrepôts, mais plus récemment des chercheurs ont montré qu'ils étaient utilisés comme des marchés couverts, pouvant servir à collecter les taxes d'import.

## Archéologie
À Tel Hadar, le sol du bâtiment tripartite à piliers est recouvert de nombreuses poteries, dont des grandes jarres de stockage, mais aucun bol n'est retrouvé indiquant que personne ne vivait dans le bâtiment. Les lampes à huile et les pots de cuisson qui y sont n'ont jamais été utilisés. L'analyse des poteries montre un fort pourcentage de poteries importées (de Galaad, de Haute Galilée et de la côte méditerranéenne), un vase proto-géométrique provient même de la Grèce continentale. 
Le bâtiment est construit entre un grenier à grain et un entrepôt tripartite, construit de manière similaire, mais avec des murs à la place des piliers (la structure close isole ainsi de la lumière et de l'air, pour conserver les marchandises). On observe le même regroupement à Hatzor. Cet ensemble forme alors la partie commerçante de la ville. 
Le premier de ces bâtiments apparaît au XIe siècle av. J.-C. Dans le Néguev, on en retrouve à Tel Masos, Tel Malhata et Tel Beer Sheva sur la route commerciale menant d'Arabie aux ports de la Méditerranée. D'autres se trouvent sur la darb el-Hawarna entre la Mésopotamie et les ports de la Méditerranée. D'autres encore se trouvent sur la via Maris, à Hazor, Megiddo, Kinneret et Tel Qasile. À Megiddo, qui se trouve au croisement de plusieurs routes commerciales, près de 18 structures de ce type sont retrouvées (bien qu'il soit possible que certaines à Megiddo soient des étables). Quand une ville est détruite avec un bâtiment de ce type, un autre est construit dans une ville avoisinante.

## Fonction
James Pritchard pensait à des entrepôts, Yigaël Yadin que celui à Hatzor est un entrepôt, mais que celui de Megiddo était une étable. Israël Finkelstein et David Ussishkin réfute que celui de Megiddo soit une étable. L'opinion que ce sont des bâtiments commerciaux où les poteries et leur contenu changeaient de main est exprimé par plusieurs chercheurs,.
Plus récemment, J. Blakely propose que ces bazars sont des bâtiments gouvernementaux établis pour profiter des routes commerciales et peut-être les surveiller. Ils pouvaient être utilisés pour collecter des taxes. Un passage du Premier livre des Rois renforce l'idée que ce type de bâtiment pouvait faire partie de la politique économique de l'époque.

## Apport à l'histoire du royaume d'Israël
Blakely et Horton montrent que l'emplacement de ces bâtiments forme un cercle délimitant un territoire et suggère qu'ils étaient opérées par le groupe politique qui se trouvait à l'intérieur du cercle, plutôt que par diverses entités comme le suggérait Moshe Kochavi[pas clair]. Collectivement ces bâtiments définissent les limites du territoire d'Israël et de Judah. L'archéologie permet ainsi de définir de manière indépendante les frontières des royaumes de David et Salomon, puis d'Israël et de Juda. Ces frontières correspondent à la phrase Tout Israël, depuis Dan jusqu'à Beer Shéba en Juges 20:1, 1Samuel 3:20, et 1Roi 5:5.

### Monarchie unifiée

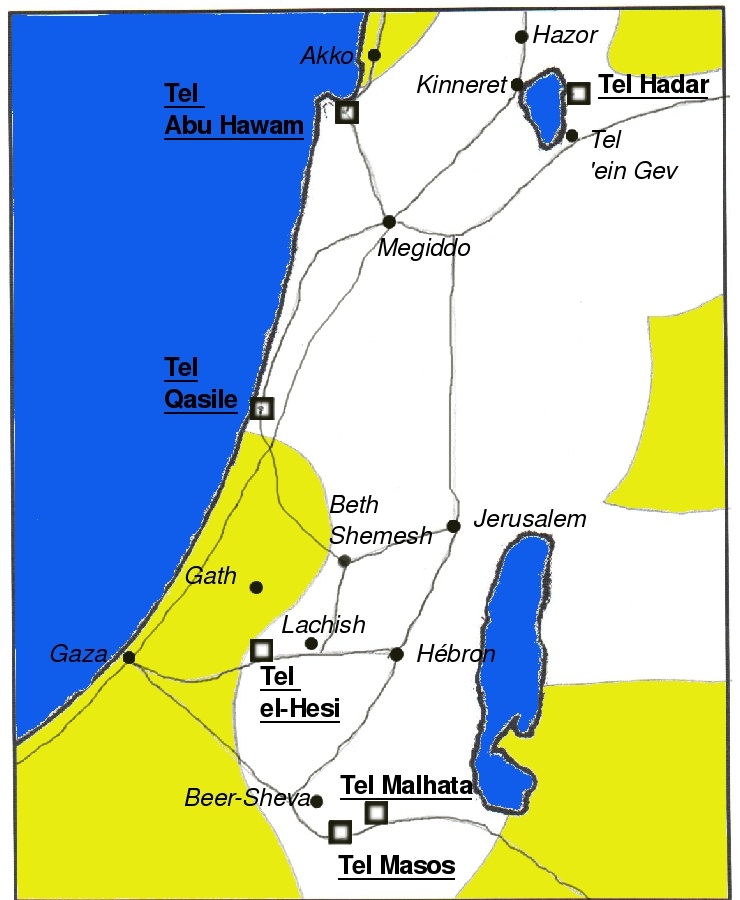
Carte d'Israël avec en blanc la monarchie unifiée selon 1Rois 4:7-19 et les bâtiments tripartites à piliers du (rectangles), d'après J. Blakely.

Ainsi, au XIe et Xe siècles av. J.-C., on les trouve seulement à :
- Tel Hadar, là où la route de Damas et de Mésopotamie entre en Israël
- Tel Masos (puis Tel Malhata au Xe siècle av. J.-C.), où la route d'Arabie méridionale entre en Israël.
- Tel Hesi, sur la route reliant Gaza à Hébron et Jérusalem
- Tel Qasile port de la Méditerranée et entrée de la via Maris depuis le sud
- Tel Abu Hawam où la via Maris rentre depuis le nord en Israël

La localisation de ces bâtiments permet d'établir archéologiquement les frontières du territoire d'Israël à cette époque. Celles-ci sont semblables à celles décrites dans le Premier livre des Rois (1 Rois 4:7-19), dont Baruch Halpern défend par ailleurs la validité.
Ces découvertes mettent en avant l'intérêt que portaient David et Salomon au commerce qui fleurissait à l'époque entre Tyr, l'Égypte et le royaume d'Israël, et qui a pu leur apporter des revenus importants. 
La campagne de Sheshonq Ier a cependant anéanti l'occupation judéenne du Néguev, reconquit Megiddo et permit à l'Égypte de reprendre le contrôle sur les revenus du commerce dans la région.

### Royaumes d'Israël et de Juda
Au IXe et VIIIe siècles av. J.-C., les bâtiments tripartis à piliers continuent de délimiter les frontières des deux royaumes. En Juda, Tel Malhata et Beer Sheva assurent le contrôle de la route entre l'Arabie et Gaza, Lakish et Ashdod celui de la route qui vient de Philistie. En Israël, Megiddo se trouve sur la via Maris, tandis qu'Hatzor, Kinneret et Ein Gev se trouvent sur d'importantes voies vers Damas et la Mésopotamie. Ainsi Juda ne dispose plus de tellement de ressources à cette époque, tandis qu'Israël, le royaume du nord, garde des moyens financiers importants, lui permettant d'assurer sa prééminence sur le royaume de Juda.